# Järla

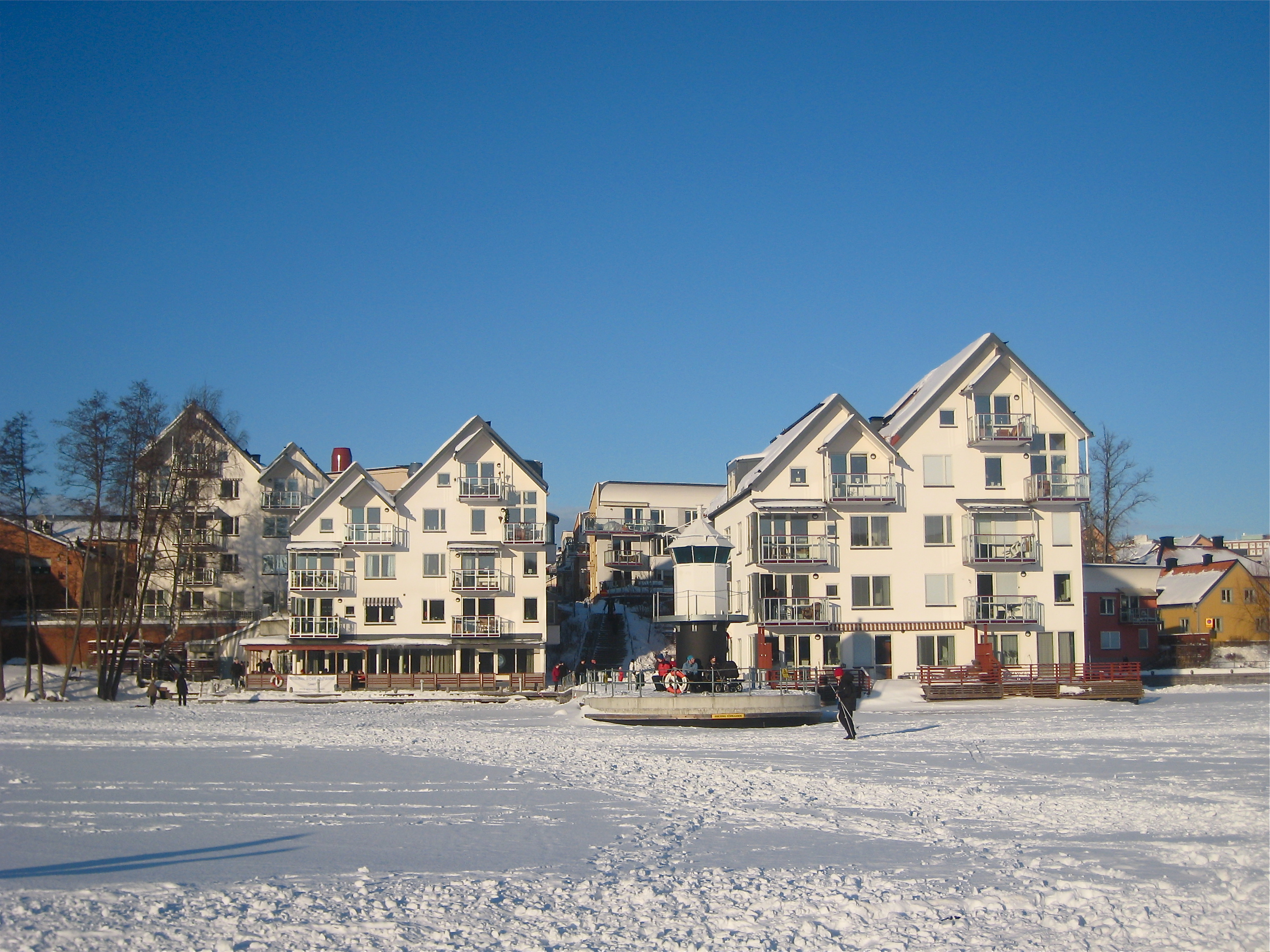
Järla sjö är ett område i Järla

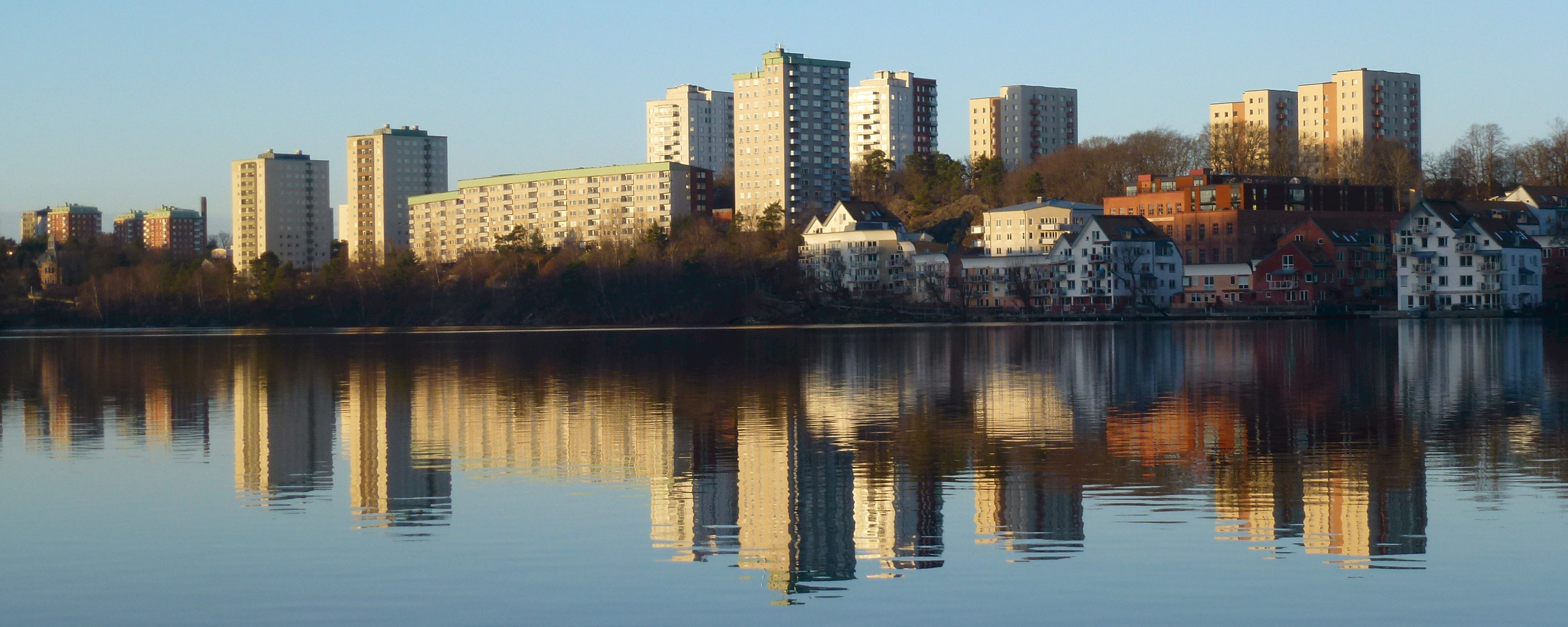
Ekudden är ett bostadsområde vid Järlasjön

Järla är ett område på Sicklaön i centrala Nacka kommun utanför Stockholm. Namnet kommer från gården med samma namn, härledning från titeln Jarl. Järla IF är kopplad till namnet. 
Området Birka ligger i Järla. Järnvägsstationen på Saltsjöbanan heter Saltsjö-Järla.